# Styringomyia multisetosa
Styringomyia multisetosa är en tvåvingeart som beskrevs av Alexander 1964. Styringomyia multisetosa ingår i släktet Styringomyia och familjen småharkrankar. Inga underarter finns listade i Catalogue of Life.